# Dzień Nauki Polskiej
Dzień Nauki Polskiej – polskie święto państwowe obchodzone 19 lutego, poświęcone upamiętnieniu dokonań polskich naukowców i ich dążeń do poznania prawdy. Jego data jest związana z przypadającą w tym dniu rocznicą urodzin Mikołaja Kopernika. Święto to nie jest dniem wolnym od pracy. Ustawa o ustanowieniu święta została podpisana przez prezydenta Andrzeja Dudę 3 lutego 2020 roku.